# رايموند بيلي
رايموند بيلي (بالإنجليزية: Raymond Bailey)‏ هو لاعب كريكت ومدرب كرة قدم ولاعب كرة قدم بريطاني في مركز الدفاع، ولد في 16 مايو 1944 في بيدفورد في المملكة المتحدة. لعب مع نادي غيلينغهام ونادي نورثامبتون تاون وBedford Town F.C. ‏ ونادي مقاطعة نورثامبتونشير للكريكت ‏ ونادي مقاطعة بيدفوردشير للكريكت ‏ وBuckinghamshire County Cricket Club ‏ وDunstable Town F.C. ‏ ونادي رومفورد ‏ ونادي مارليبون للكريكت ‏ وHitchin Town F.C. ‏ والمقاطعات الوطنية للكريكيت الإنجليزي والويلزي ‏.

## وصلات خارجية
- رايموند بيلي على موقع إي آس بي آن كريك إنفو (الإنجليزية)